# Craspedotropis gretathunbergae
Craspedotropis gretathunbergae ist eine Schneckenart aus der Familie der Cyclophoridae. Die Art wurde in Brunei von einem Team von Citizen Scientists entdeckt und anschließend nach der Klimaaktivistin Greta Thunberg benannt.

## Merkmale
Das Gehäuse ist hochkonisch und 2,7 bis 2,9 mm hoch und 1,7 bis 1,8 mm breit. Es weist 5,25 bis 5,75 konvex gewölbte Windungen auf. Die Sutur ist eingesenkt. Der Protoconch besitzt keine ausgeprägte Ornamentierung; der Übergang zum Teleoconch ist nicht markiert. Der Nabel ist weit ohne Spiralrippen. Die Mündung ist etwas breiter als hoch, die Mündungsbasis ist fast gerade. Der Mündungsrand ist leicht verdickt. Leichte winklige Verdickungen korrespondieren mit den vier Spiralrippen. Der innere Mündungsrand weist ca. 10 dicht angeordnete, dunkelbraune Akkretionen, mit einer Höhe von 0,86 bis 0,90 mm und einem Durchmesser von 0,92 bis 0,97 mm auf. 
Die Ornamentierung besteht aus radial angeordneten Wachstumslinien, die zu Rippchen verdickt sein können, etwa 30 bis 70 derartiger Rippchen kommen auf einen Millimeter (auf der letzten Windung). Nach etwa 1,5 bis 2 Windungen setzen vier kräftige, gelegentlich gekerbte Spiralrippen ein. Die obere Spiralrippe sitzt zwischen Peripherie und Sutur (mit der vorhergehenden Windung). Die zweite Spiralrippe sitzt an der Peripherie, die dritte Spiralrippe zwischen Peripherie und Sutur mit der folgenden Windung. Die vierte Spiralrippe sitzt auf der Unterseite und ist nur sichtbar im Bereich des Nabels. Zwischen den Spiralrippen befinden sich feine Spirallinien. Das Periostracum ist grünlich-gelblich; an Stellen, wo es dicker ist, z. B. nahe der Mündung, auch dunkelbraun. 
Das Operculum ist dünn und hornig. Die Windungsränder sind nicht erhaben; die Windungen bilden eine glatte, leicht konkave Fläche. Der äußere Teil ist grünlich-hornfarben, der mittlere, zentrale Teil nahezu klar. Es ist kein kalkhaltiges Material sichtbar. Der Körper ist blass, die Tentakeln dunkelgrau. Die Buccalmasse ist als pink-orangefarbene rundliche Masse erkennbar.

## Unterschiede
Craspedotropis gretathunbergae Schilzhuizen et al., 2020 ähnelt Craspedotropis borneensis (Godwin Austen, 1889). Diese Art ist aber schlanker, hat sieben bis neun Spiralrippen und eine stärker umgeschlagene Mündungslippe. Außerdem weist das Operculum von letzterer Art erhabene Windungsränder auf; diese sind bei C. gretathunbergae n. sp. nicht vorhanden. 
Cyathopoma conoideum Sykes, 1898 von Sri Lanka hat ein schlankeres Gehäuse und die Spiralrippen sind in einem anderen Muster angeordnet. Hier liegt die zweite Rippe knapp oberhalb der Sutur.
Cyathopoma sivagherrianum Beddome, 1875 von Südindien und Sri Lanka ist kleiner, hat sieben Spiralrippen und einen fast geschlossenen Nabel. 
Cyathopoma beddomeanum Nevill, 1881 aus Südindien hat sieben bis acht, und deutlich kräftiger ausgebildete Spiralrippen, stärker gerundete Windungen und eine besser gerundete Mündung. 
Cyathopoma procerum Blanford, 1868 aus Südindien besitzt ein mehr gedrungenes Gehäuse, 9 bis 12 Spiralrippen und eine Mündung, die stark durch Falten verdickt ist.

## Lebensraum und Verbreitung
Die Art ist in Brunei endemisch. Exemplare der Art wurden auf einem steilen Hügel neben einem Flussufer gefunden, als sie nachts auf den grünen Blättern von Unterholzpflanzen nach Nahrung suchten. Die Schnecke reagiert sehr empfindlich auf Temperatur- und Klimaänderungen.

## Taxonomie
Nach der Entdeckung der Art wurde unter den Expeditionsteilnehmern und den Mitarbeitern des Nationalparks abgestimmt und beschlossen, sie nach Greta Thunberg zu benennen. Laut den Wissenschaftlern war dies eine „Anerkennung, dass ihre Generation für die Behebung von Problemen verantwortlich sein wird, die sie nicht geschaffen hat“. Der Holotyp wurde vom Wissenschaftler Jonathan Lim gesammelt.